# Daft Club
| Đánh giá chuyên môn  | Đánh giá chuyên môn |
| Nguồn đánh giá       | Nguồn đánh giá      |
| Nguồn                | Đánh giá            |
| -------------------- | ------------------- |
| AllMusic             | [ 1 ]               |
| Entertainment Weekly | C−                  |
| The Guardian         | [ 3 ]               |
| musicOMH             | (mixed)             |
| Pitchfork            | (1.3/10)            |

Daft Club là album phối lại đầu tiên của bộ đôi nhạc điện tử người Pháp Daft Punk, được phát hành vào ngày 1 tháng 12 năm 2003 bởi Virgin Records. Album bao gồm nhiều bản phối lại của các bài hát trong album Homework (1997) và Discovery (2001).

## Tiểu sử
Tên của album xuất phát từ dịch vụ âm nhạc trực tuyến của Daft Punk, bao gồm các bài hát được phối lại, bản thu âm trực tiếp của Daft Punk biểu diễn tại Que Club (sau này được phát hành với tên Alive 1997), và phiên bản hát chay và hòa tấu của "Harder, Better, Faster, Stronger". Dịch vụ được cung cấp miễn phí cho những người đã mua phiên bản đầu tiên của album Discovery. Mỗi album bao gồm một thẻ thành viên "Daft Club", thẻ này cấp quyền truy cập vào trang web Daft Club. Dịch vụ kết thúc vào tháng 1 năm 2003.
Liên quan đến album và dịch vụ âm nhạc trực tuyến, Thomas Bangalter đã nói:
Thật tuyệt khi tìm thấy một kênh mới nơi có quyền truy cập rộng rãi, mở ra cánh cửa để tiếp cận nhiều hơn, nhưng không phải làm nhiều hơn những gì trước đây. Nó thiết lập một kết nối giữa những người nghe nhạc của chúng tôi và chính chúng tôi. Không có giới hạn về thời gian và nó giúp mọi người biết tới và nghe nhạc này. Một bài hát có thể được hoàn thiện hôm nay có thể được trực tuyến vào ngày mai. Chúng tôi còn có thể thực sự thể hiện bản thân thông qua Internet. Còn nữa, chúng tôi muốn mang lại một số giá trị trong chính đĩa CD. Mua đĩa CD không nên trở thành một việc từ thiện đối với ngành công nghiệp băng đĩa. Điều đó thực sự quan trọng, bởi vì đó là nó đã trở thành như thế, theo một cách nào đó. Những người mua CD của chúng tôi sẽ nói, 'Tôi mua CD vì tôi muốn ủng hộ nghệ sĩ,' và thật nhảm nhí khi phải buộc bản thân phải nghĩ như vậy. Đó là một hiện trạng có thật, và thật đáng tiếc.

Phiên bản giới hạn của bộ phim Interstella 5555: The 5tory of the 5ecret 5tar 5ystem có Daft Club là đĩa thứ hai. Bản nhạc "Something About Us (Bản tình ca từ Interstella 5555)" bị lược bỏ trong phiên bản này. Một phiên bản giới hạn của album này cũng đã được phát hành tại Nhật Bản. Nó bao gồm một bản nhạc bổ sung và một DVD-Video bổ sung. Đĩa DVD bao gồm bản xem trước của Interstella 5555, các cuộc phỏng vấn bằng tiếng Anh với Daft Punk, một video âm nhạc cho "Crescendolls" từ bộ phim và một video cho "Something About Us" bao gồm phần dựng phim của nhiều cảnh khác nhau.
Các bản nhạc từ Discovery đã được phối lại trong Daft Club ngoại trừ "Nightvision", "Superheroes", "High Life", "Veridis Quo" và "Short Circuit". Thay cho các bài hát này là các bản phối bổ sung của "Face to Face", "Harder, Better, Faster, Stronger" và "Aerodynamic", tương ứng. Ngoài ra còn có mặt bên "Aerodynamic" có tên "Aerodynamite", bản nhạc chưa được phát hành trước đó "Ouverture" và bản phối lại của bài hát "Phœnix" trong Homework.

## Đánh giá từ giới phê bình
Album đã nhận được phản ứng trái chiều đến tích cực từ các nhà phê bình. Một bài đánh giá tiêu cực của Pitchfork có phần giải thích minh họa của nghệ sĩ về cách các bài hát được phối lại so với các phiên bản gốc. Bài đánh giá cũng cho biết rằng những người đóng góp cho [album] "dường như đều có ý định hủ diệt hoàn toàn những bản nhạc gốc" và rằng "nghe Daft Club là - và việc phóng đại ở đây là vô nghĩa - xem một người thân yêu bị xé xác."

## Danh sách ca khúc
| Tải về trực tuyến trên dịch vụ Daft Club (2001) | Tải về trực tuyến trên dịch vụ Daft Club (2001)                                    | Tải về trực tuyến trên dịch vụ Daft Club (2001) |
| STT                                             | Nhan đề                                                                            | Thời lượng                                      |
| ----------------------------------------------- | ---------------------------------------------------------------------------------- | ----------------------------------------------- |
| 1.                                              | "Ouverture"                                                                        | 2:40                                            |
| 2.                                              | "Aerodynamic" ("Phiên bản đặc biệt")                                               | 6:10                                            |
| 3.                                              | "Phœnix" (bản remix của Basement Jaxx)                                             | 7:53                                            |
| 4.                                              | "One More Time" ("Romanthony bị ngắt dây")                                         | 3:40                                            |
| 5.                                              | "Aerodynamic" (bản remix của Slum Village)                                         | 3:37                                            |
| 6.                                              | "Digital Love" (bản remix của Boris Dlugosch "bản mix hộp đêm của Boris Dlugosch") | 7:30                                            |
| 7.                                              | "Alive 1997" ("Daftendirektour và trực tiếp tại Birmingham 1997")                  | 45:30                                           |
| 8.                                              | "Harder, Better, Faster, Stronger" (hòa tấu)                                       | 3:43                                            |
| 9.                                              | "Harder, Better, Faster, Stronger" (hát chay)                                      | 2:56                                            |
| 10.                                             | "Harder, Better, Faster, Stronger" ("bản mix điều chỉnh của Jess & Crabbe")        | 6:01                                            |
| 11.                                             | "Harder, Better, Faster, Stronger" ("bản remix của Neptunes")                      | 5:11                                            |
| 12.                                             | "Crescendolls" (bản remix của Laidback Luke)                                       | 5:25                                            |
| 13.                                             | "Face to Face" ("bản remix Face to Fate của Demon")                                | 6:59                                            |
| Tổng thời lượng:                                | Tổng thời lượng:                                                                   | 107:15                                          |

| CD (2003)        | CD (2003)                                                        | CD (2003)  |
| STT              | Nhan đề                                                          | Thời lượng |
| ---------------- | ---------------------------------------------------------------- | ---------- |
| 1.               | "Ouverture"                                                      | 2:41       |
| 2.               | "Aerodynamic" (bản remix của Daft Punk)                          | 6:11       |
| 3.               | "Harder, Better, Faster, Stronger" (bản remix của The Neptunes)  | 5:11       |
| 4.               | "Face to Face" (bản remix của Cosmo Vitelli)                     | 4:55       |
| 5.               | "Phœnix" (bản remix của Basement Jaxx)                           | 7:53       |
| 6.               | "Digital Love" (bản remix của Boris Dlugosch)                    | 7:31       |
| 7.               | "Harder, Better, Faster, Stronger" (bản remix của Jess & Crabbe) | 6:01       |
| 8.               | "Face to Face" (bản remix của Demon)                             | 7:00       |
| 9.               | "Crescendolls" (bản remix của Laidback Luke)                     | 5:26       |
| 10.              | "Aerodynamic" (bản remix của Slum Village)                       | 3:38       |
| 11.              | "Too Long" (phiên bản của Gonzales)                              | 3:13       |
| 12.              | "Aerodynamite"                                                   | 7:48       |
| 13.              | "One More Time" (Romanthony bị ngắt dây)                         | 3:40       |
| 14.              | "Something About Us" (Bản tình ca từ Interstella 5555)           | 2:13       |
| Tổng thời lượng: | Tổng thời lượng:                                                 | 73:23      |

| Ấn bản Nhật Bản  | Ấn bản Nhật Bản                                          | Ấn bản Nhật Bản |
| STT              | Nhan đề                                                  | Thời lượng      |
| ---------------- | -------------------------------------------------------- | --------------- |
| 15.              | "Voyager" (bản chỉnh sửa Wild Style của Dominique Torti) | 6:32            |
| Tổng thời lượng: | Tổng thời lượng:                                         | 79:55           |

## Thứ hạng

### Bảng xếp hạng tuần
| Thứ hạng (2003–04)                            | Vị trí cao nhất |
| --------------------------------------------- | --------------- |
| Album Pháp (SNEP)                             | 130             |
| Album Hoa Kỳ Top Dance/Electronic (Billboard) | 8               |

| Thứ hạng (2021)                     | Vị trí cao nhất |
| ----------------------------------- | --------------- |
| Album Thụy Sĩ (Schweizer Hitparade) | 69              |